# ウォーレン郡 (ジョージア州)
座標: 北緯33度25分 西経82度41分 / 北緯33.41度 西経82.68度
ウォーレン郡（Warren County）は、アメリカ合衆国ジョージア州にある郡。人口は5,908人（2007年推計）。郡庁所在地はウォーレントン (Warrenton)である。

## 地理
国勢調査局によると、この郡の総面積は743平方キロ（287平方マイル）で、うち739平方キロ（286平方マイル）が陸地、総面積の0.43%にあたる3平方キロ（1平方マイル）が水域となっている。
幹線道路
- 州間高速道路20号線
- 国道278号線
- 州道16号線
- 州道80号線
- 州道171号線

隣接する郡
- ウィルクス郡（北）
- マクダフィ郡（東）
- グラスコック郡（南東）
- ハンコック郡（南西）
- タリフェア郡（北西）

## 人口動態
2000年の国勢調査時点で、この郡には6336人、2435世帯、1692家族が暮らしている。人口密度は1平方キロあたり9人で、平方マイルに換算すると22人となる。住居数は2767軒で、1平方キロに平均4軒（1平方マイルあたりでは10軒）が建っていることになる。住民のうち白人は39.46%、アフリカ系は59.47%、ネイティブ・アメリカンは0.17%、アジア系は0.14%、その他の人種は0.30%、混血は0.46%、ヒスパニック（ラテン系）は0.80%を占める。

2000年国勢調査の結果をもとに作成した郡の人口ピラミッド

2435世帯のうち30.6%は18歳未満の子供と暮らしており、42.1%は夫婦で生活している。22.1%は未婚の女性が世帯主であり、30.5%は家族以外の住人と同居している。27.4%が独り身世帯で、12.6%を独居老人の世帯が占める。1世帯あたりの平均構成人数は2.55人、家庭の平均構成人数は3.09人である。
住民のうち26.4%が18歳未満の未成年、8.7%が18歳以上24歳以下、25.5%が25歳以上44歳以下、23.4%が45歳以上64歳以下、16.1%が65歳以上となっており、平均年齢は38歳である。女性100人に対して男性が86.4人いる一方、18歳以上の女性100人に対しては79.9人いる。
一世帯あたりの平均収入は2万7366米ドル、家族ごとでは3万2868米ドルである。男性の平均収入は2万8177米ドル、女性の平均収入は2万82米ドルで、労働者でない人々も含めた住民一人当たりの収入は1万4022米ドルとなる。総人口の27.0%、家族の24.1%、18歳未満の子供の36.0%、および65歳以上の高齢者の27.5%は貧困線以下の収入で生計を立てている。

## 都市および町
- バーネット (Barnett)
- キャマック (en:Camak, Georgia)
- ジュエル (en:Jewell, Georgia)
- ノーウッド (en:Norwood, Georgia)
- ウォーレントン (en:Warrenton, Georgia)